# Kalikst Wolski
Kalikst Wolski (ur. 1816, zm. 22 stycznia 1885) – polski pisarz, zajmujący się tematyką podróżniczą, dziennikarz i eseista. Znany również jako działacz socjalistyczny.

## Biografia
W wieku 16 lat brał udział w powstaniu listopadowym. We Francji brał udział w rewolucji 1848 r.. 
Pomagał w założeniu utopijnej socjalistycznej kolonii „Reunion” w Stanach Zjednoczonych. W latach pięćdziesiątych XIX wieku odbył rejs z Nowego Jorku do Nowego Orleanu. Od 1860 do 1870 był jednym z kronikarzy amerykańskiego Zachodu.